# 格兰哈德罗卡莫拉
格兰哈德罗卡莫拉，是西班牙巴伦西亚自治区阿利坎特省的一个市镇。总面积7km2，总人口1745人（2001年），人口密度249人/km2。